# Metroxylon warburgii
Metroxylon warburgii là loài thực vật có hoa thuộc họ Arecaceae. Loài này được (Heimerl) Becc. mô tả khoa học đầu tiên năm 1918.